# Coffee Shop
«Coffee Shop» — песня американской рок-группы Red Hot Chili Peppers, пятый и последний сингл из альбома One Hot Minute. Песня была выпущена только на территории Германии, однако музыкальное видео также транслировалось в Соединённых Штатах. Для песни было смонтировано музыкальное видео, в нём звучит альбомная версия песни поверх кадров с концерта группы. В качестве би-сайдов на сингле вышли два концертных трека, записанных 14 мая 1996 года в развлекательном центре Сиднея. Видео песни доступно в официальном аккаунте Chili Peppers на сайте YouTube.
Музыканты не исполняли эту песню на своих концертах начиная с 1996 года.

## Список композиций
Компакт-диск (1996)
1. «Coffee Shop» (Альбомная версия)
2. «Coffee Shop» (Концертная версия)
3. «Give It Away» (Концертная версия)